# 法国新闻广播电台
法国新闻广播电台（法語：France Info）是法国一家以公共广播型態營運的新闻电台。成立于1987年6月1日，是法国广播电台的属下频道，24小时直播最新消息和评论节目。

## 历史
法国新闻广播电台于1987年6月1日成立，是法国第一家新闻广播。1996年，法国新闻广播成为欧洲第一家拥有网站的电台。2016年8月24日，法国新闻广播和新开设的电视频道法國新聞台整合，音频包装由法国音乐家雅尔设计。